# Heraclea Pontica
Heraclea Pontica (în greacă Ἡράκλεια Ποντική, transliterat: Hērakleia Pontikē; în prezzent Karadeniz Ereğli, în provincia Zonguldak din Turcia, pe malul mării Negre) a fost un oraș antic pe coasta Bitiniei în Asia Mică, la gura de vărsare a râului Lycus. A fost fondat de orașul-stat grecesc Megara în cca. 560-558 î.Hr. și fost numit după Hercule care a intrat, conform grecilor, în lumea subterană printr-o peșteră din aproprierea promotoriului Archerusian (Capul Baba).
Coloniștii i-au subjugat pe nativi, fiind de acord cu termenii că nici unul dintre aceștia să fie vânduți în sclavie în afara patriei lor. Prospera mulțumită terenurilor adiacente fertile și pescuitului din portul său natural, Heraclea s-a extins în curând controlând coasta de est.
Prosperitatea orașului, i-a zguduit pe galateni și bitini, a fost complet distrusă în Războaiele mitridatice. Acesta a fost locul de naștere al filosofului Heraclides Ponticul.
Istoricul grec Memnon din Heraclea (secolul I d.Hr.) a scris o istorie a orașului Heraclea Pontica în șaisprezece cărți. Lucrarea a pierit, dar Bibliotheca lui Fotie păstrează cărțile 9-16, se pare, singurele existente la vremea sa. Aceste cărți au aparținut de la tiranul Clearchus (c. 364-353 î.Hr.) la ultimii ani ai lui Iulius Cezar (c. 40 î.Hr.) și conțin multe pasaje pline de culoare, inclusiv introducerea bizantină a galilor în Asia, în cazul în care primii s-au aliat cu heraclenii, iar mai târziu s-au întors împotriva lor.
În prezent, acesta este orașul turc Karadeniz Eregli.

## Legături externe
- en  Heraclea Pontica secolele III-IV î.Hr. Arhivat în 6 mai 2008, la Wayback Machine.
- en  Bibliotheca lui Fotie, Memnon din Heraclea, Istoria Heracleei